# Kerykion
Kerykion fou una editorial amb seu a Palma que publicà per primera vegada una traducció al castellà del joc de rol estatunidenc Ars Magica quan aquest es trobava en la seva tercera edició. Els principals responsables de l'editorial foren Joan Carles Planells, Helena Inglada i Sergio Recio.

## Llibres publicats per Kerykion
- 1993 - Ars Magica (manual bàsic)
- 1994 - Ars Magica, el juego narrativo de magia mítica (manual bàsic revisat)
- 1994 - El jinete de la tormenta (aventura)
- 1994 - Parma Fabula (pantalla)
- 1994 - Mistridge (ambientació)
- 1995 - La alianza rota de Calebais (aventura)
- 1996 - Lugares míticos (ambientació)